# Union sportive de Cazères
Maillots
L’Union sportive de Cazères, abrégé en US Cazères, est un club de football français fondé en 1903 et situé à Cazères en Haute-Garonne.
Des années 1920 aux années 1970, le club est l'un des meilleurs clubs amateurs de la Ligue du Midi. Il se qualifie ainsi six fois pour le championnat de France amateurs sur cette période, s'inclinant deux fois en finale, en 1943 et en 1946. Après la réunification des championnats professionnels et amateurs en 1971, l'US Cazères parvient à se hisser sept saisons consécutivement en championnat national, entre 1973 et 1984. Elle retombe alors dans les championnats de la Ligue de Midi-Pyrénées, qu'elle n'a plus quitté depuis.

## Histoire

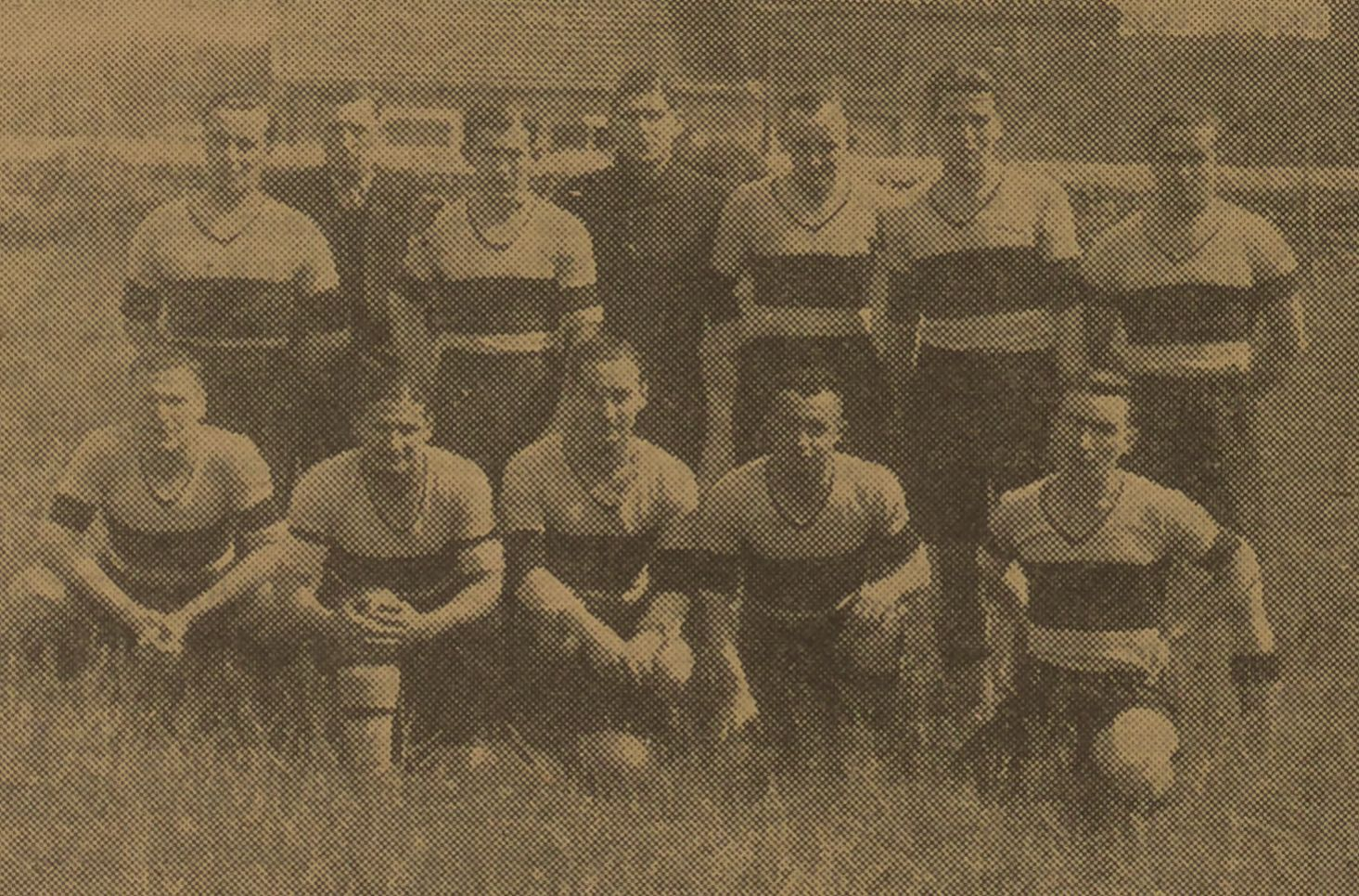
L'US Cazères, champion de la Ligue du Midi en 1936-1937

C'est la production de foie gras qui a permis de financer l'ascension du club, avec Jean Ségu et Jules Fauroux.
Au début des années 1930, l’Union sportive de Cazères rivalise avec le Stade toulousain et l'US Reveloise, afin de développer le football dans cette terre de rugby. L’Union sportive de Cazères remporte la Ligue du Midi à de nombreuses reprises à cette période.
Le club rentre néanmoins dans le rang au début des années 1980, et n'a toujours pas retrouvé son lustre d'antan.

### Dates clées
- 1903 : Fondation du club.
- 1957 : Accession en CFA.
- 1962 : Relégation en Division d'Honneur.
- 1963 : Retour dans le Championnat de France amateurs.
- 1971 : Relégation en Division d'Honneur.
- 1977 : Accession en Division 3.
- 1979 : Relégation en Division 4.
- 1984 : Relégation en Division d'Honneur.

## Palmarès et résultats

### Palmarès
| Compétitions nationales | Compétitions régionales |
| --- | --- |
| Championnats - Championnat de France amateurs (1935-1971) - Vice-champion : 1943 et 1946 - Championnat de France D3 - Meilleure performance : 8e de groupe en 1978 | Championnats - Division d'Honneur Midi (19) - Champion : 6 fois entre 1919 et 1929, 1930, 1933 , 1936, 1937, 1939, 1943, 1944, 1945, 1946, 1947, 1957, 1963, 1977 Coupes - Coupe du Midi (7) - Vainqueur : 1952, 1953, 1954, 1962, 1963, 1965 et 1974 |

### Bilan saison par saison
| Saison    | Championnat                    | N.                          | Clas.                       |
| --------- | ------------------------------ | --------------------------- | --------------------------- |
| 1929-1930 | DH Midi                        | 1                           | 1                           |
| 1932-1933 | DH Midi                        | 1                           | 1                           |
| 1935-1936 | DH Midi                        | 1                           | 1                           |
| 1936-1937 | DH Midi                        | 1                           | 1                           |
| 1938-1939 | DH Midi                        | 1                           | 1                           |
| 1942-1943 | DH Midi                        | 1                           | 1                           |
| 1943-1944 | CFA (L)                        | 2                           | 2                           |
| 1944-1945 | DH Midi                        | 1                           | 1                           |
| 1945-1946 | DH Midi                        | 1                           | 1                           |
| 1946-1947 | DH Midi                        | 1                           | 1                           |
| 1947-1948 | DH Midi                        | 1                           | 3                           |
| 1948-1949 | DH Midi                        | 2                           | 4                           |
| 1949-1950 | DH Midi                        | 2                           | ?                           |
| 1950-1951 | DH Midi                        | 2                           | 3                           |
| 1951-1952 | DH Midi                        | 2                           | 2                           |
| 1952-1953 | DH Midi                        | 2                           | 4                           |
| 1953-1954 | DH Midi                        | 2                           | 7                           |
| 1954-1955 | DH Midi                        | 2                           | 3                           |
| 1955-1956 | DH Midi                        | 2                           | 10                          |
| 1956-1957 | DH Midi                        | 2                           | 1                           |
| 1957-1958 | Division Nationale (Sud-Ouest) | 1                           | 8                           |
| 1958-1959 | Division Nationale (Sud-Ouest) | 1                           | 9                           |
| 1959-1960 | Division Nationale (Sud-Ouest) | 1                           | 10                          |
| 1960-1961 | Division Nationale (Sud-Ouest) | 1                           | 9                           |
| 1961-1962 | Division Nationale (Sud-Ouest) | 1                           | 11                          |
| 1962-1963 | DH Midi                        | 2                           | 1                           |
| 1963-1964 | Division Nationale (Sud-Ouest) | 1                           | 8                           |
| 1964-1965 | Division Nationale (Sud-Ouest) | 1                           | 2                           |
| 1965-1966 | Division Nationale (Sud-Ouest) | 1                           | 2                           |
| 1966-1967 | Division Nationale (Sud-Ouest) | 1                           | 4                           |
| 1967-1968 | Division Nationale (Sud-Ouest) | 1                           | 4                           |
| 1968-1969 | Division Nationale (Sud)       | 1                           | 8                           |
| 1969-1970 | Division Nationale (Sud)       | 1                           | 12                          |
| 1970-1971 | Division Nationale (Sud-Ouest) | 3                           | 11                          |
| 1971-1972 | DH Midi                        | 4                           |                             |
| 1972-1973 | DH Midi                        | 4                           | 4                           |
| 1973-1974 | DH Midi                        | 4                           | 2                           |
| 1974-1975 | DH Midi                        | 4                           | 3                           |
| 1975-1976 | DH Midi                        | 4                           | 2                           |
| 1976-1977 | DH Midi                        | 4                           | 1                           |
| 1977-1978 | Division 3 (Sud)               | 3                           | 8                           |
| 1978-1979 | Division 3 (Sud)               | 3                           | 15                          |
| 1979-1980 | Division 4 (G)                 | 4                           | 3                           |
| 1980-1981 | Division 4 (G)                 | 4                           | 9                           |
| 1981-1982 | Division 4 (G)                 | 4                           | 7                           |
| 1982-1983 | Division 4 (G)                 | 4                           | 11                          |
| 1983-1984 | Division 4 (G)                 | 4                           | 13                          |
| 1984-1985 | DH Midi-Pyrénées               | 5                           | 2                           |
| 1985-1986 | DH Midi-Pyrénées               | 5                           | 10                          |
| 1986-1987 | DH Midi-Pyrénées               | 5                           | 14                          |
| 1987-1988 | PH Midi-Pyrénées               | 6                           | ?                           |
| 1988-2000 | votre aide est la bienvenue    | votre aide est la bienvenue | votre aide est la bienvenue |
| 2000-2001 | PH                             | 8                           | 11è                         |
| 2001-2002 | PL                             | 9                           | 4è                          |
| 2002-2003 | PL                             | 9                           | 1er                         |
| 2003-2004 | PH                             | 8                           | 4è                          |
| 2004-2005 | PH                             | 8                           | 1er                         |
| 2005-2006 | DHR                            | 7                           | 7è                          |
| 2006-2007 | DHR                            | 7                           | 4è                          |
| 2007-2008 | DHR                            | 7                           | 5è                          |
| 2008-2009 | DHR Midi-Pyrénées              | 7                           | 1                           |
| 2009-2010 | DH Midi-Pyrénées               | 6                           | 11                          |
| 2010-2011 | DH Midi-Pyrénées               | 6                           | 14                          |
| 2011-2012 | DHR Midi-Pyrénées              | 7                           | 5è                          |
| 2012-2013 | DHR Midi-Pyrénées              | 7                           | 7è                          |
| 2013-2014 | DHR Midi-Pyrénées              | 7                           | 7è                          |
| 2014-2015 | DHR Midi-Pyrénées              | 7                           | 7è                          |
| 2015-2016 | DHR Midi-Pyrénées              | 7                           | 9è                          |
| 2016-2017 | DHR Midi-Pyrénées              | 7                           | 3è                          |
| 2017-2018 | DHR Midi-Pyrénées              | 7                           | 2è                          |
| 2018-2019 | R1 (A)                         | 6                           | 6è                          |
| 2019-2020 | R1 (A)                         | 6                           | 7è                          |
| 2020-2021 | R1 (C)                         | 6                           | 13è                         |
| 2021-2022 | R1 (C)                         | 6                           | 14è                         |
| 2022-2023 | R2 (D)                         | 7                           | 4è                          |
| 2023-2024 | R2 (D)                         | 7                           | 6è                          |

## Personnalités du club

### Présidents
| 1920 - 1921 | Docteur TOIGNE                   |
| 1921 - 1922 | Louis ROUGE                      |
| 1922 - 1923 | SARAMON                          |
| 1923 - 1928 | André SICARDON                   |
| 1928 - 1933 |                                  |
| 1933 - 1940 | Jean SEGU                        |
| 1941 - 1942 | Louis AYMARD                     |
| 1942 - 1944 | Jean SEGU                        |
| 1944 - 1950 | Docteur PUJOL                    |
| 1950 - 1951 | Henri FRANC                      |
| 1951 - 1954 | Marius CARENINI                  |
| 1954 - 1956 | René NAUDIN                      |
| 1956 - 1962 | Jean ESTERLE                     |
| 1962 - 1969 | Angel HURLE                      |
| 1969 - 1970 | Jean ESTERLE                     |
| 1970 - 1973 | René NAUDIN                      |
| 1973 - 1979 | Angel HURLE                      |
| 1979 - 1983 | Jean-Louis DOUGNAC               |
| 1983 - 1986 | Jean ESTERLE                     |
| 1986 - 1988 | Angel HURLE                      |
| 1988 - 1990 | François VIALELLE                |
| 1990 - 1994 | Pierre CALINSKI                  |
| 1994 - 1995 | Claude SEGU                      |
| 1995 - 1997 | Philippe PEYBERNES               |
| 1997- 1999  | Pierre NAUDIN                    |
| 1999 - 2006 | Michel OLIVA et Claude DAUSSION  |
| 2006 - 2009 | Aline LAZARE et Patrick GEORGE   |
| 2009 - 2010 | Alain DEGA et Patrick GEORGE     |
| 2010 - 2018 | Alain DEGA et Jean Louis DOUGNAC |

### Joueurs
- Luis Cazorro
- Viktor Spechtl
- Jean Lanfranchi
- Marcel Lanfranchi
- Jean-Marc Ferratge
- Jean-Claude Blanchard